# Đại học Porto
Đại học Porto (tiếng Bồ Đào Nha: Universidade do Porto) là một trường đại học công của Bồ Đào Nha nằm ở Porto, trường được thành lập ngày 22 tháng 3 năm 1911. Đây là trường đại học lớn nhất Bồ Đào Nha theo số lượng sinh viên theo học và có một trong các kết quả nghiên cứu đã lưu ý nhất ở Bồ Đào Nha. Trường được xem là một trong 100 trường đại học tốt nhất của châu Âu, trong năm 2010.

## Lịch sử

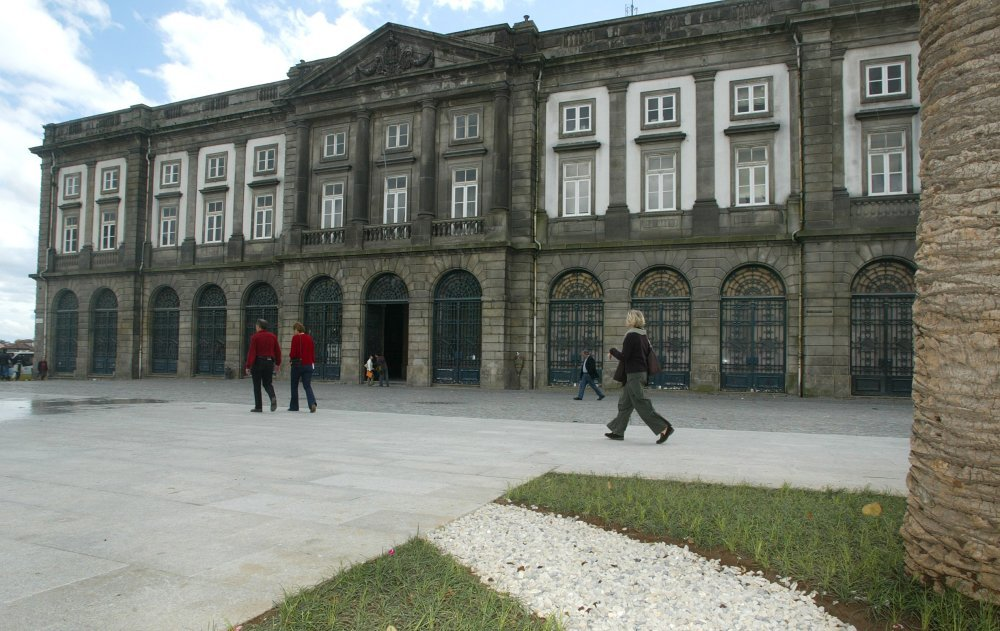
Văn phòng hiệu trưởng đại học Porto.

Trường này được lập từ hai trường đại học tạo ra trong thế kỷ 19 ở Porto: Học viện Politechnical (Academia Politécnica) và Trường Y khoa phẫu thuật (Escola duy y học-Cirúrgica). Sau cuộc cách mạng năm 1910 tại Bồ Đào Nha, bắt đầu từ nền Cộng hòa đầu tiên, các trường Đại học của Lisbon và Porto được tạo ra. Ban đầu, Đại học Porto đã gồm ba khoa:
- Khoa Toán-Tin, Vật lý, Hoá học, Lịch sử và Khoa học tự nhiên (kể cả các trường học Kỹ thuật)
- Y khoa phẫu thuật trường học (bao gồm cả các trường dược phẩm)
- Khoa Thương mại (không bao giờ thực hiện)

## Các khoa
- Khoa Kiến trúc
- Khoa Y học Nha khoa
- Khoa Kinh tế
- Khoa Kỹ thuật công trình
- Khoa Mỹ thuật
- Khoa Luật
- Khoa Văn
- Khoa Y
- Khoa Dinh dưỡng và Thực phẩm Khoa học
- Khoa Dược
- Khoa Tâm lý học và Khoa học Giáo dục
- Khoa Khoa học
- Khoa Thể thao
- Viện Khoa học y sinh Salazar Abel
- Trường Quản lý Porto